# Юліус Кудерна
Юліус Рудольф Кудерна (нім. Julius Rudolf Kuderna; 10 січня 1892, Корнойбург — 8 липня 1976, Відень) — австро-угорський, австрійський і німецький офіцер, генерал-майор Люфтваффе.

## Біографія
18 серпня 1913 року вступив в австро-угорську армію. Учасник Першої світової війни, командир взводу, потім роти залізничного полку. З 10 вересня 1918 року — командир 2-ї залізничної роти. 17 листопада 1918 року переведений в роту самооборони Корнойбурга. 1 березня 1919 року відправлений в резерв. У 1919/20 роках вивчав електротехніку у Віденському технічному училищі. 9 жовтня 1920 року вступив у 1-й технічний батальйон, проте продовжив навчання. З 18 жовтня 1926 року — інструктор училища інженерних військ. З 1928 року — консультант Федерального міністерства оборони, одночасно з 27 січня 1936 року — інструктор Терезіанської академії.
Після аншлюсу 15 березня 1938 року автоматично перейшов до люфтваффе і був призначений офіцером для особливих доручень при Імперському міністерстві авіації і головнокомандувачі люфтваффе. 1 червня відряджений у 2-й зенітний батальйон 33-го зенітного полку. 1 серпня знову призначений офіцером для особливих доручень при ІМА і головнокомандувачі люфтваффе. З 26 серпня 1939 року — командир 116-го резервного зенітного батальйону, з 29 лютого 1940 року — 131-го зенітного полку, з 19 травня 1940 року — 8-ї зенітної бригади, з 13 листопада 1942 року — 5-ї зенітної дивізії. 31 серпня 1944 року взятий в полон радянськими військами. В 1949 році звільнений.

## Звання
- Лейтенант (1 вересня 1913)
- Оберлейтенант (1 травня 1915)
- Гауптман (1 січня 1921)
- Штабсгауптман (1 червня 1924)
- Майор (20 липня 1928)
- Оберстлейтенант (1 квітня 1939)
- Оберст (1 вересня 1940)
- Генерал-майор (1 вересня 1943)

## Нагороди
- Срібна і бронзова медаль «За військові заслуги» (Австро-Угорщина) з мечами
- Срібна медаль «За хоробрість» (Австро-Угорщина) 1-го класу для офіцерів
- Хрест «За військові заслуги» (Австро-Угорщина) 3-го класу з військовою відзнакою і мечами
- Військовий Хрест Карла
- Пам'ятна військова медаль (Австрія) з мечами
- Пам'ятна військова медаль (Угорщина) з мечами
- Почесний знак «За заслуги перед Австрійською Республікою», золотий знак
- Почесний хрест ветерана війни з мечами
- Медаль «За вислугу років у Вермахті» 4-го, 3-го, 2-го і 1-го класу (25 років)
- Нагрудний знак зенітної артилерії люфтваффе
- Хрест Воєнних заслуг 2-го класу з мечами[1]
- Залізний хрест[1]
  - 2-го класу (12 січня 1942)
  - 1-го класу (15 червня 1942)